# 丹福思山
丹福思山（英語：Mount Danforth），是南極洲的山峰，處於阿爾巴努斯冰川南岸，屬於毛德王后山脈的一部分，海拔高度超過2,000米，在1934年12月由美國探險隊發現，現時由南極條約體系管理。